# Songeons
Songeons est une commune française située dans le département de l'Oise en région Hauts-de-France.

## Géographie

### Description
Songeons est située au cœur de la Picardie verte sur l'ancienne route de Dieppe, dans la vallée du Thérain, au bas de la forêt de Caumont.
Songeons  est proche de la limite de la Seine-Maritime, dans le Pays de Bray.

### Communes limitrophes
| Loueuse |          | Morvillers               |
| Escames | Songeons | Grémévillers             |
|         | Gerberoy | Lachapelle-sous-Gerberoy |

### Hydrographie

#### Réseau hydrographique
La commune est située dans le bassin Seine-Normandie. Elle est drainée par le Thérain,.
Le Thérain, d'une longueur de 94 km, prend sa source dans la commune de Gaillefontaine et se jette  dans l'Oise à Saint-Leu-d'Esserent, après avoir traversé 43 communes. 

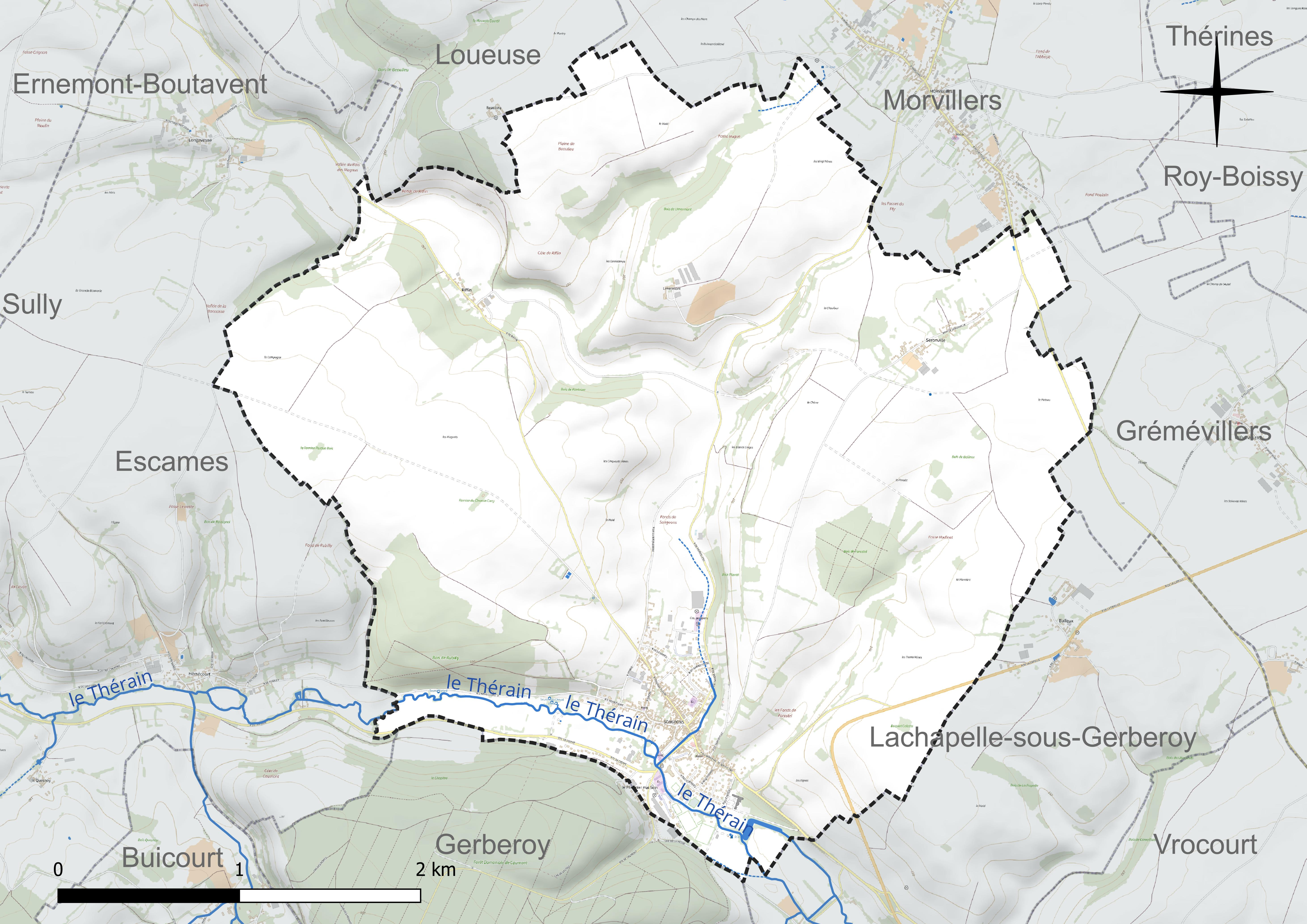
Réseau hydrographique de Songeons.

#### Gestion et qualité des eaux
Le territoire communal est couvert par le schéma d'aménagement et de gestion des eaux (SAGE) « Sensée ». Ce document de planification concerne un territoire de 1 219 km2 de superficie, délimité par le bassin versant du Thérain. Le périmètre a été arrêté le 27 janvier 2023 et le SAGE proprement dit est, en 2024, en cours d'élaboration. La structure porteuse de l'élaboration et de la mise en œuvre est le syndicat intercommunal de la Vallée du Thérain (SIVT). 
La qualité des cours d'eau peut être consultée sur un site dédié géré par les agences de l'eau et l'Agence française pour la biodiversité. 

### Climat
Le climat qui caractérise la commune est qualifié, en 2010, de « climat océanique dégradé des plaines du Centre et du Nord », selon la typologie des climats de la France qui compte alors huit grands types de climats en métropole. En 2020, la commune ressort du type « climat océanique altéré » dans la classification établie par Météo-France, qui ne compte désormais, en première approche, que cinq grands types de climats en métropole. Il s'agit d'une zone de transition entre le climat océanique, le climat de montagne et le climat semi-continental. Les écarts de température entre hiver et été augmentent avec l'éloignement de la mer. La pluviométrie est plus faible qu'en bord de mer, sauf aux abords des reliefs.
Les paramètres climatiques qui ont permis d'établir la typologie de 2010 comportent six variables pour les températures et huit pour les précipitations, dont les valeurs correspondent à la normale 1971-2000. Les sept principales variables caractérisant la commune sont présentées dans l'encadré ci-après.
| Paramètres climatiques communaux sur la période 1971-2000 - Moyenne annuelle de température : 10,2 °C - Nombre de jours avec une température inférieure à −5 °C : 3,6 j - Nombre de jours avec une température supérieure à 30 °C : 2,9 j - Amplitude thermique annuelle : 13,9 °C - Cumuls annuels de précipitation : 799 mm - Nombre de jours de précipitation en janvier : 12,2 j - Nombre de jours de précipitation en juillet : 8,5 j |

Avec le changement climatique, ces variables ont évolué. Une étude réalisée en 2014 par la Direction générale de l'Énergie et du Climat complétée par des études régionales prévoit en effet que la  température moyenne devrait croître et la pluviométrie moyenne baisser, avec toutefois de fortes variations régionales. La station météorologique de Météo-France installée sur la commune et mise en service en 1951 permet de connaître en continu l'évolution des indicateurs météorologiques. Le tableau détaillé pour la période 1981-2010 est présenté ci-après.
| Mois                                  | jan.             | fév.             | mars           | avril           | mai             | juin            | jui.          | août          | sep.            | oct.            | nov.            | déc.             | année      |
| ------------------------------------- | ---------------- | ---------------- | -------------- | --------------- | --------------- | --------------- | ------------- | ------------- | --------------- | --------------- | --------------- | ---------------- | ---------- |
| Température minimale moyenne (°C)     | 0,1              | −0,4             | 2,1            | 3,2             | 6,9             | 9,7             | 11,6          | 11,2          | 8,7             | 6,1             | 2,6             | 1,2              | 5,3        |
| Température moyenne (°C)              | 3,2              | 3,4              | 6,6            | 8,5             | 12,5            | 15,2            | 17,6          | 17,5          | 14,3            | 10,6            | 6,2             | 4,1              | 10         |
| Température maximale moyenne (°C)     | 6,3              | 7,2              | 11             | 13,8            | 18,1            | 20,7            | 23,6          | 23,8          | 19,8            | 15,2            | 9,9             | 7                | 14,7       |
| Record de froid (°C) date du record   | −20,6 08.01.1985 | −19,9 14.02.1956 | −13 08.03.1971 | −6,8 25.04.1955 | −5,8 02.05.1960 | −1 05.06.1991   | 0 01.07.1960  | 1 24.08.1965  | −1,9 19.09.1952 | −6,2 30.10.1997 | −11 23.11.1956  | −14,5 31.12.1970 | −20,6 1985 |
| Record de chaleur (°C) date du record | 15,2 06.01.1958  | 22 14.02.1961    | 25 17.03.1961  | 29,9 29.04.1955 | 32,9 25.05.1953 | 35,3 30.06.1957 | 40,9 25.07.19 | 37,5 09.08.20 | 33,5 15.09.20   | 26,1 02.10.1959 | 22,1 06.11.1955 | 17,1 04.12.1953  | 40,9 2019  |
| Précipitations (mm)                   | 80,7             | 57,9             | 65,9           | 56,6            | 64,3            | 62,2            | 66,5          | 58,8          | 63,4            | 79,7            | 75,4            | 89,8             | 821,2      |

## Urbanisme

### Typologie
Au 1er janvier 2024, Songeons est catégorisée bourg rural, selon la nouvelle grille communale de densité à sept niveaux définie par l'Insee en 2022.
Elle est située hors unité urbaine. Par ailleurs la commune fait partie de l'aire d'attraction de Beauvais, dont elle est une commune de la couronne,. Cette aire, qui regroupe 162 communes, est catégorisée dans les aires de 50 000 à moins de 200 000 habitants,.

### Occupation des sols
L'occupation des sols de la commune, telle qu'elle ressort de la base de données européenne d'occupation biophysique des sols Corine Land Cover (CLC), est marquée par l'importance des territoires agricoles (87,4 % en 2018), en diminution par rapport à 1990 (88,6 %). La répartition détaillée en 2018 est la suivante : 
terres arables (66,3 %), prairies (13,9 %), forêts (7,4 %), zones agricoles hétérogènes (7,2 %), zones urbanisées (5,2 %). L'évolution de l'occupation des sols de la commune et de ses infrastructures peut être observée sur les différentes représentations cartographiques du territoire : la carte de Cassini (XVIIIe siècle), la carte d'état-major (1820-1866) et les cartes ou photos aériennes de l'IGN pour la période actuelle (1950 à aujourd'hui).

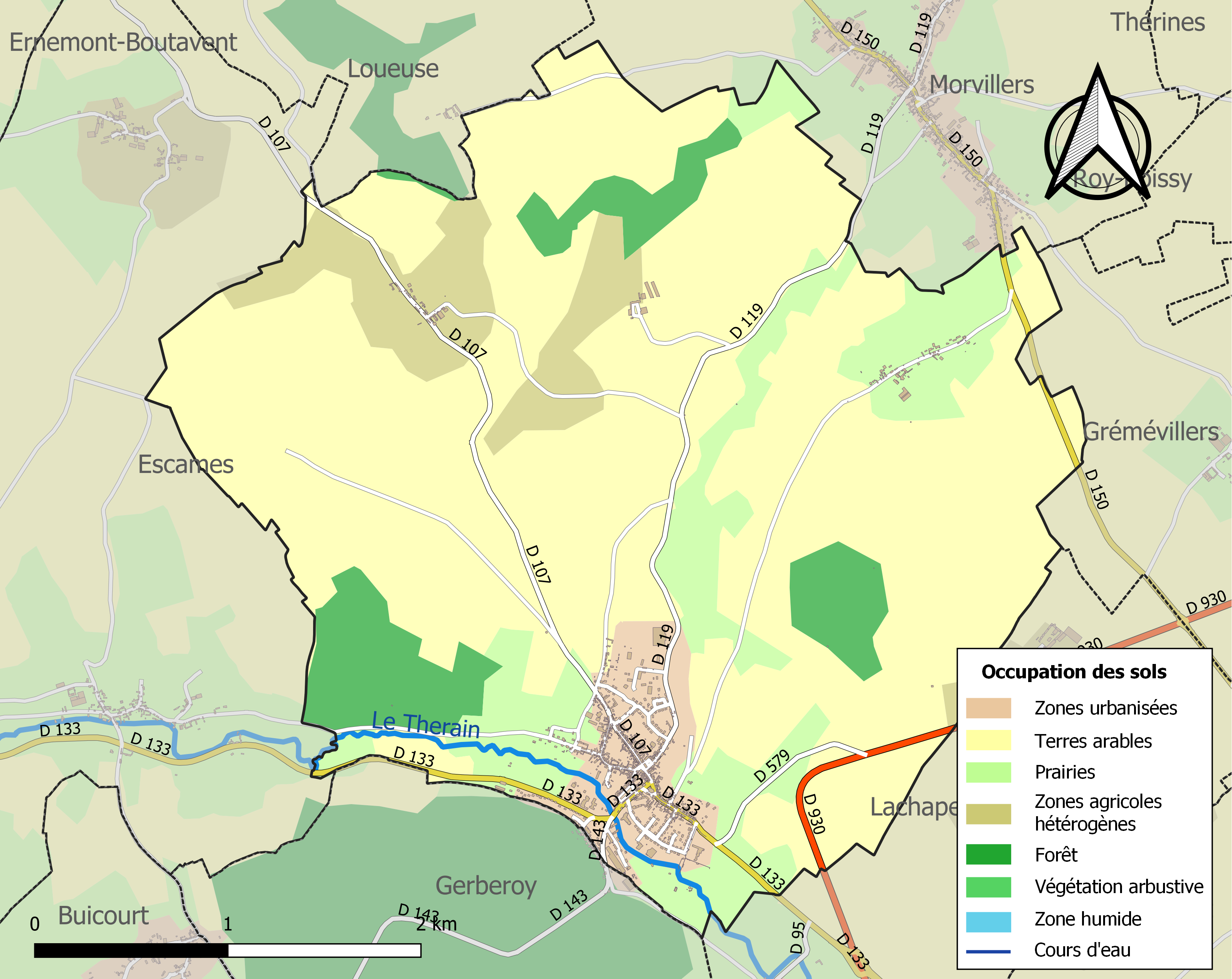
Carte des infrastructures et de l'occupation des sols de la commune en 2018 (CLC).

### Voies de communication et transports
La commune est desservie, en 2023, par les lignes 612, 6103, 6104, 6113 et 6123 du réseau interurbain de l'Oise.

## Toponymie
Le nom de la localité est attesté sous les formes Sonjuns (1109) ; Sonjunx (1146) ; Sungiuns (1147) ; Sonjons (1153) ; Sunjuns (1160) ; Songuns (1160) ; Soniuns (1170) ; Sonions (1175) ; Walteri de Somguns (1195) ; Somniacum (1195) ; Sonniacum (1195) ; Senions (1253) ; Johannis de Sompniaco (1260) ; Songhons (1292) ; versus Sompniacum (1235) ; Sompgons (1454) ; Songeon (1475) ; Songons (1508) ; Sonjon (1560) ; Sompgeons (1561) ; Songerons (1573) ; Songeons (1840).

Songeons est tout simplement le pluriel de *summio « sommet ».

## Histoire
Le lieu-dit les Muguets ou Ville des Muguets rappelle l'emplacement d'un ancien camp romain[Information douteuse][réf. nécessaire].
Une forteresse appelée « château Gaillard » faisait de Songeons une place importante[réf. nécessaire]. Durant la guerre de Cent Ans, en 1426, la garnison anglaise de Gournay livre un combat contre des partisans du roi de France. En juillet 1472, après avoir levé le siège de Beauvais, Charles le Téméraire campe près de Sarcus, et brûle au passage Songeons et Gerberoy.
François Ier autorise en 1526, la création d'un marché couvert à Songeons, pour lequel furent ultérieurement construites les halles.
Au XIXe siècle, la ville était connue pour sa fabrication de lunettes et d'optiques photographiques. La rue des Lunetiers en garde le souvenir. Pingard et Deshayes introduisent cette activité industrielle en 1730.
En 1803, Jacques Cambry écrit : « Le grand commerce de Songeons et des villages voisins est celui de lunettes. Il y a dans les communes d'Héricourt, de Campaux, d'Ernemont, de S.-Samson, de Villers, de Sully, etc., quatre-vingts lunettiers et deux cent cinquante frotteurs de verre ; ils fabriquent environ six mille quatre cents grosses de lunettes. La grosse est composée de douze douzaines, dont le prix actuel est de 15 l., ce qui produit un total de 96 006 l.. Il faut y joindre une somme de 34 000 l. pour quelques objets d'optique, des miroirs à grossir, des miroirs à facette, et des verres non-montés, qui s'envoient à Rouen. Dans ces 130 006 l. sont comprises 41 695 l. de matières ; savoir 38 920 l. pour achat de verre, et 2 775 liv.. pour achat de cornes ou de baleines. Les quatre-vingts lunettiers ne gagnent guère au-delà d'une livre par jour, ce qui leur donne pour dix mois de travail à-peu-près 19 200 liv. : les deux cent cinquante ouvriers qui frottent gagnent à-peu-près 70 centimes par jour, ce qui fait dans neuf mois de travail une somme de 36 105 liv.. ; ils s'occupent pendant les trois autres mois aux travaux de la campagne.
Cinq ou six marchands font travailler pour leur compte : on estime que leur bénéfice s'élève à 6 000 liv. par année.
Le premier ouvrier qui ait fait des lunettes à Songeons se nommoit Jean Deshayes ; il étoit de Campaux : ce bienfaiteur de son pays est mort en 1774. C'est en 1787 que cette fabrique reçut son principal accroissement, depuis qu'on monte en baleine les lunettes qu'auparavant on garnissoit de cuir ou de laiton. »
La ville est occupée par l'armée prussienne lors de la guerre franco-allemande de 1870[réf. nécessaire].
En 1902, la ville compte encore quatre fabricants lunetiers : Cozette, Noël, Madery et la Société des lunetiers appelée la « Sauce » par les ouvriers[réf. nécessaire].
Entre 1894 et 1934, la ville disposait d'une gare, au PK 12,1 de la ligne de chemin de fer secondaire à voie métrique Milly-sur-Thérain - Formerie des chemins de fer départementaux de l'Oise.

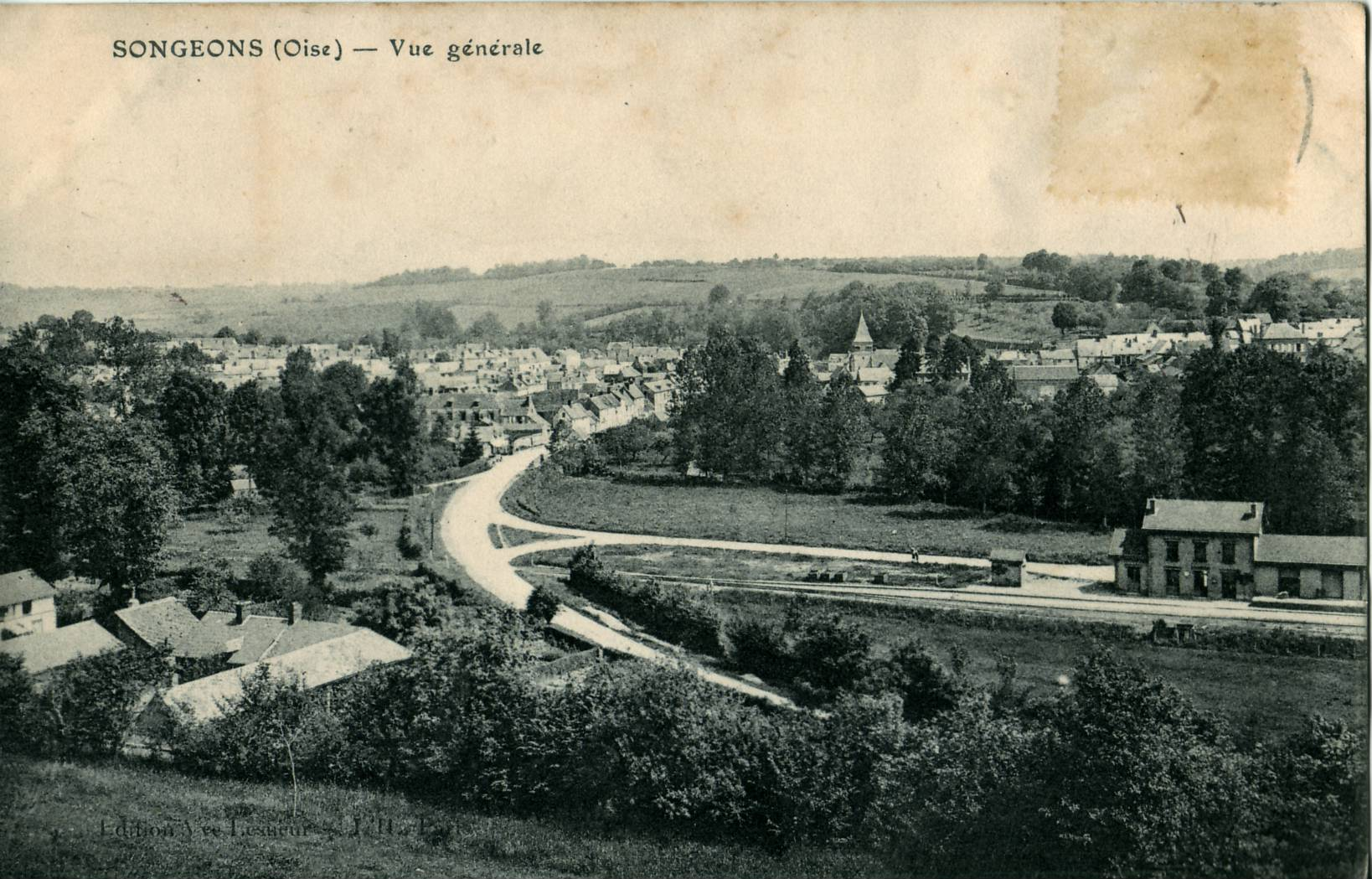
La gare, au tout début du XXe siècle.

## Politique et administration

### Rattachements administratifs et électoraux
La commune se trouve dans l'arrondissement de Beauvais du département de l'Oise. Pour l'élection des députés, elle fait partie depuis 1988 de la deuxième circonscription de l'Oise.
Elle était le chef-lieu du canton de Songeons depuis 1793 (sauf en 1801-1802, où la commune est rattachée au canton de Marseille-en-Beauvaisis). Dans le cadre du redécoupage cantonal de 2014 en France, elle intègre le canton de Grandvilliers.

### Intercommunalité
La commune est membre depuis 1997 de la communauté de communes de la Picardie verte, qui succède à plusieurs SIVOM, dont celui de Songeons (28 communes, créé le 27 juin 1972).

### Liste des maires
| Période                                  | Période                     | Identité             | Étiquette | Qualité                                                                                                 |
| ---------------------------------------- | --------------------------- | -------------------- | --------- | --- |
| Les données manquantes sont à compléter. |                             |                      |           | |
| 18XX                                     | 18XX                        | Aristide de Songeons |           | |
| Les données manquantes sont à compléter. |                             |                      |           | |
| mars 1989                                | juin 1995                   | Brigitte Magnier     | DVD       | Pharmacienne Conseillère générale de Songeons (1985 → 2004) vice-présidente du conseil général[Quand ?] |
| juin 1995                                | mai 2020                    | François Dumars,     | SE        | Notaire                                                                                                 |
| mai 2020,                                | En cours (au 1er juin 2020) | Jean-Claude Baguet   |           | Responsable retraité d'une agence Renault Président du centre social                                    |

## Population et société

### Démographie

#### Évolution démographique
L'évolution du nombre d'habitants est connue à travers les recensements de la population effectués dans la commune depuis 1793. Pour les communes de moins de 10 000 habitants, une enquête de recensement portant sur toute la population est réalisée tous les cinq ans, les populations de référence des années intermédiaires étant quant à elles estimées par interpolation ou extrapolation. Pour la commune, le premier recensement exhaustif entrant dans le cadre du nouveau dispositif a été réalisé en 2005.

En 2022, la commune comptait 939 habitants, en évolution de −12,32 % par rapport à 2016 (Oise : +0,87 %, France hors Mayotte : +2,11 %).
| 1793 | 1800  | 1806  | 1821  | 1831  | 1836  | 1841  | 1846  | 1851  |
| ---- | ----- | ----- | ----- | ----- | ----- | ----- | ----- | ----- |
| 876  | 1 041 | 1 070 | 1 058 | 1 003 | 1 072 | 1 082 | 1 105 | 1 156 |

| 1856  | 1861  | 1866  | 1872  | 1876  | 1881  | 1886  | 1891  | 1896  |
| ----- | ----- | ----- | ----- | ----- | ----- | ----- | ----- | ----- |
| 1 219 | 1 240 | 1 250 | 1 206 | 1 163 | 1 149 | 1 113 | 1 056 | 1 035 |

| 1901 | 1906 | 1911 | 1921 | 1926 | 1931 | 1936 | 1946 | 1954 |
| ---- | ---- | ---- | ---- | ---- | ---- | ---- | ---- | ---- |
| 962  | 927  | 914  | 820  | 824  | 738  | 763  | 787  | 816  |

| 1962 | 1968 | 1975 | 1982 | 1990 | 1999  | 2005  | 2006  | 2010  |
| ---- | ---- | ---- | ---- | ---- | ----- | ----- | ----- | ----- |
| 796  | 850  | 780  | 837  | 883  | 1 076 | 1 116 | 1 111 | 1 114 |

| 2015  | 2020 | 2022 | - | - | - | - | - | - |
| ----- | ---- | ---- | - | - | - | - | - | - |
| 1 070 | 950  | 939  | - | - | - | - | - | - |

#### Pyramide des âges
La population de la commune est relativement âgée.
En 2018, le taux de personnes d'un âge inférieur à 30 ans s'élève à 28,1 %, soit en dessous de la moyenne départementale (37,3 %). À l'inverse, le taux de personnes d'âge supérieur à 60 ans est de 36,9 % la même année, alors qu'il est de 22,8 % au niveau départemental.
En 2018, la commune comptait 480 hommes pour 533 femmes, soit un taux de 52,62 % de femmes, légèrement supérieur au taux départemental (51,11 %).
Les pyramides des âges de la commune et du département s'établissent comme suit.
| Hommes | Classe d’âge | Femmes |
| ------ | ------------ | ------ |
| 2,2    | 90 ou +      | 6,8    |
| 9,8    | 75-89 ans    | 15,6   |
| 19,8   | 60-74 ans    | 19,0   |
| 22,0   | 45-59 ans    | 19,6   |
| 16,4   | 30-44 ans    | 12,4   |
| 14,9   | 15-29 ans    | 12,4   |
| 14,9   | 0-14 ans     | 14,2   |

| Hommes | Classe d’âge | Femmes |
| ------ | ------------ | ------ |
| 0,5    | 90 ou +      | 1,4    |
| 5,5    | 75-89 ans    | 7,6    |
| 15,6   | 60-74 ans    | 16,3   |
| 20,8   | 45-59 ans    | 20     |
| 19,4   | 30-44 ans    | 19,4   |
| 17,6   | 15-29 ans    | 16,2   |
| 20,6   | 0-14 ans     | 19,1   |

## Culture locale et patrimoine

### Lieux et monuments
- Église Saint-Martin

Église en silex reconstruite en 1650. Deux reliquaires en bois du XVe siècle de saint Martin.
L'église est dotée d'un orgue datant de 1879, grâce à un don de M. Carcheux, dont une nouvelle restauration a été décidée en 2017, financée notamment par une souscription organisée par l'association diocésaine en 2015.
- Château
Ce château en brique a été bâti en 1720 par la marquise Conflans d'Armentières (le terrain a été vendu en 1718), dame d'honneur de la duchesse de Berri. Le château est flanqué de deux pavillons carrés et comprend des  jardins conçus par Le Nôtre et La Quintinie.

Cambry indiquait en 1803 : « Le château fut construit, en 1720, par la marquise d'Armantieres, dame d'honneur de la duchesse de Berri ; il est de briques, orné de cours, d'avant-cours,de basses-cours, d'écuries, de vastes greniers, de grands jardins, de tout ce qui peut embellir, utiliser la maison d'un riche particulier, qui préfère cependant aux agréments de l'homme qui ne veut que jouir les établissements nécessaires d'une grande ferme. Le château de Songeons est bâti dans un fond : les potagers, sur les bords du Thérain, près d'un vaste vivier, au niveau d'une superbe prairie, entourés de bois et des montagnes de Gerberoy, sont productifs, mais trop humides ; les jardins d'agrément sont couverts de fleurs, de tapis de verdure, de bocages, qui ne sont plus de mode aujourd'hui, mais qui frappent encore par leurs dispositions, et par ces amphithéâtres de verdure ornés de statues, que l'art de Lenôtre et de Laquintinie a trop multipliés. Les bois qui terminent le jardin sont percés de grandes allées, bordées d'une longue terrasse, qui laissent apercevoir les eaux tranquilles du Thérain, et la prairie couverte de bestiaux, de poulains, de génisses, et de bêtes à laine perfectionnées par des béliers espagnols »
Il est aujourd'hui occupé par la congrégation des Petites Sœurs de l'Assomption.
- L'ancienne mairie, datant de 1819, en pans de bois et torchis, précédé d'un portique d'ordre corinthien réalisé en bois[36].
- Le lavoir « Yaya »
Le lavoir, construit en 1865 et utilisé par les lavandières jusqu'en 1952, a été très bien restauré, il a gardé son âtre dans lequel les dames faisaient chauffer de l'eau ainsi que leur café, jouxte l'ancien moulin devenu laiterie industrielle de Charles Gervais.

C'est le dernier lavoir de la commune, qui en comptait plusieurs autrefois : Le plus ancien se trouvait au hameau de Riffin, sur la route de Morvillers, un autre près du château, et détruit dans les années 1970, un  troisième rue de la Laiterie, dont il ne subsiste que sa toiture et sa charpente.
Le nom de lavoir « Yaya » provient des commérages des lavandières qui les commençaoent souvent par l'expression « Y'a untel qui a fait ceci, Y'a untelle qui a dit cela »...
- Halles en bois, des XVIIe et XVIIIe siècles[38], utilisée initialement pour la vente de tissus et de draps, dont le beauvaisis était alors un important producteur. La halle a été amputée au XIXe siècle lors de la création de la rue menant à Morvillers.
C'est la dernière des quatre dont disposait le bourg[37] : 
  - la halle aux grains, détruite dans les années 1960-70, qui servit longuement aux sapeurs-pompiers, située à la place de l'immeuble HLM.
  - Au milieu de la route se trouvait la halle au beurre.
  - Plus loin se trouvait la « hallette aux clous ».

En, 1803, Jacques Cambry écrivait : « La place où se tient le marché ordinaire est un carré d'environ un arpent. Une halle de 80 pieds de long sur 40 de large est occupée par des marchands de draps, de toiles, et de quincailleries ; une autre halle, sur la même place, est employée à la vente des grains : la plus petite sert aux bouchers, aux marchands de poissons et d'autres comestibles ».
La toiture de la halle est restaurée en 2018.
- Ancien moulin sur la rivière Le Thérain, puis usine de polissage de verres optiques, puis laiterie industrielle Charles Gervais, devenue maison d'habitation, 2 rue de la Laiterie, dont les parties les plus anciennes datent de la fin du XVIIIe siècle[40],[41],[42],[43],[44].
- Nombreuses maisons en torchis à pan de bois ou en briques typiques du pays de Bray.

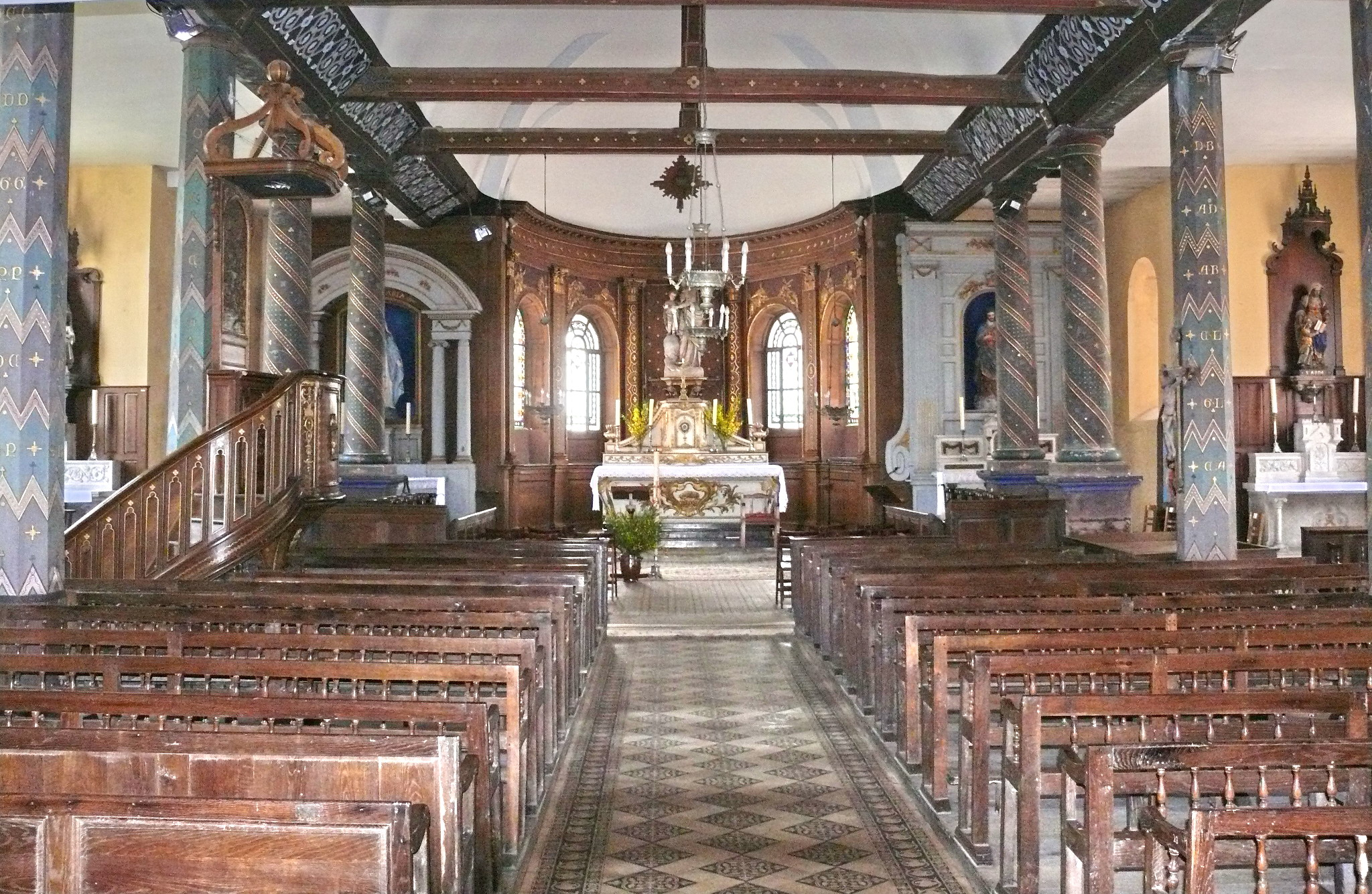
L'intérieur de l'église, très polychrome, date de 1867 - 1872[45].
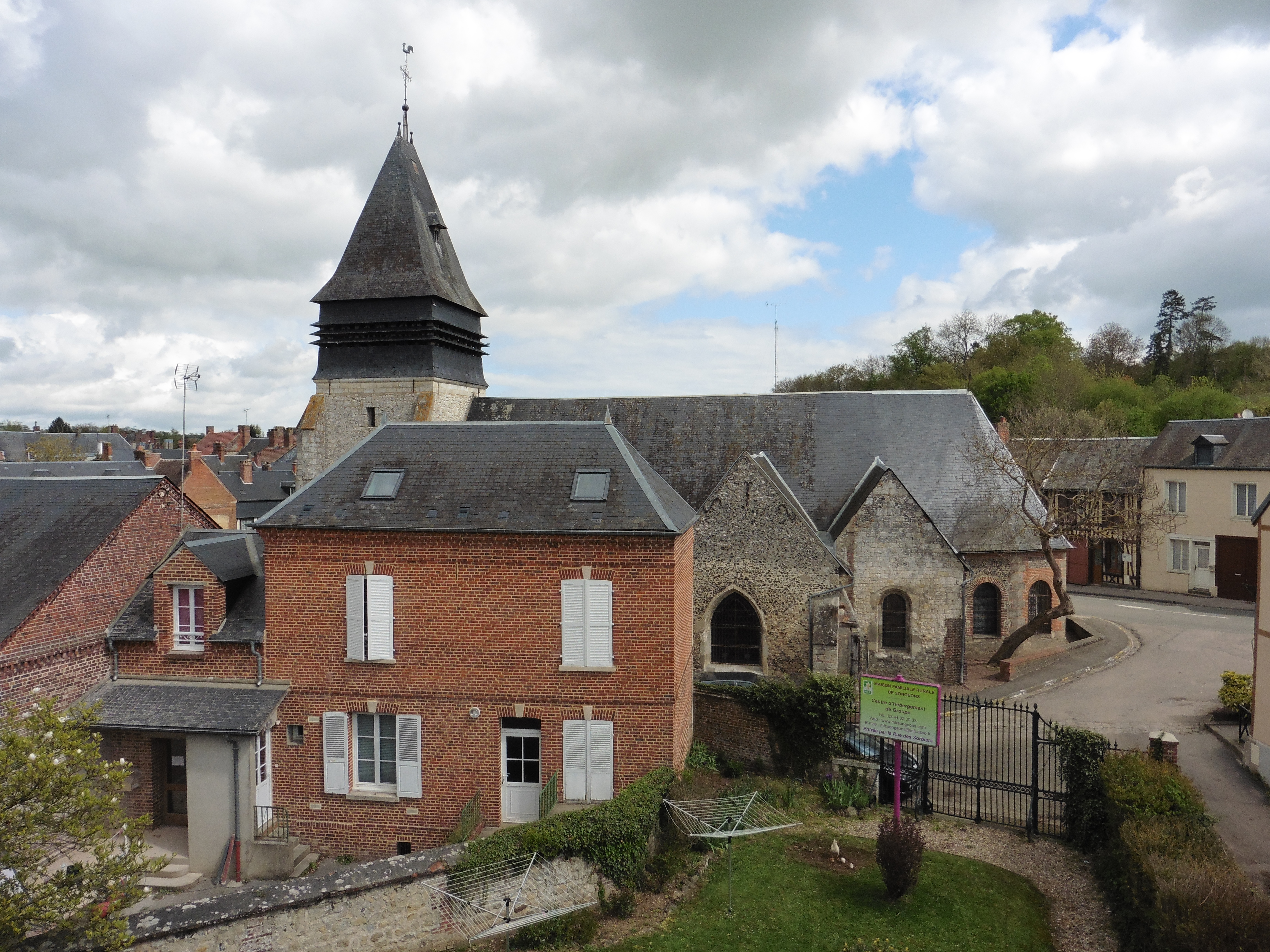
Le clocher de l'église Saint-Martin, vu de la MFR.
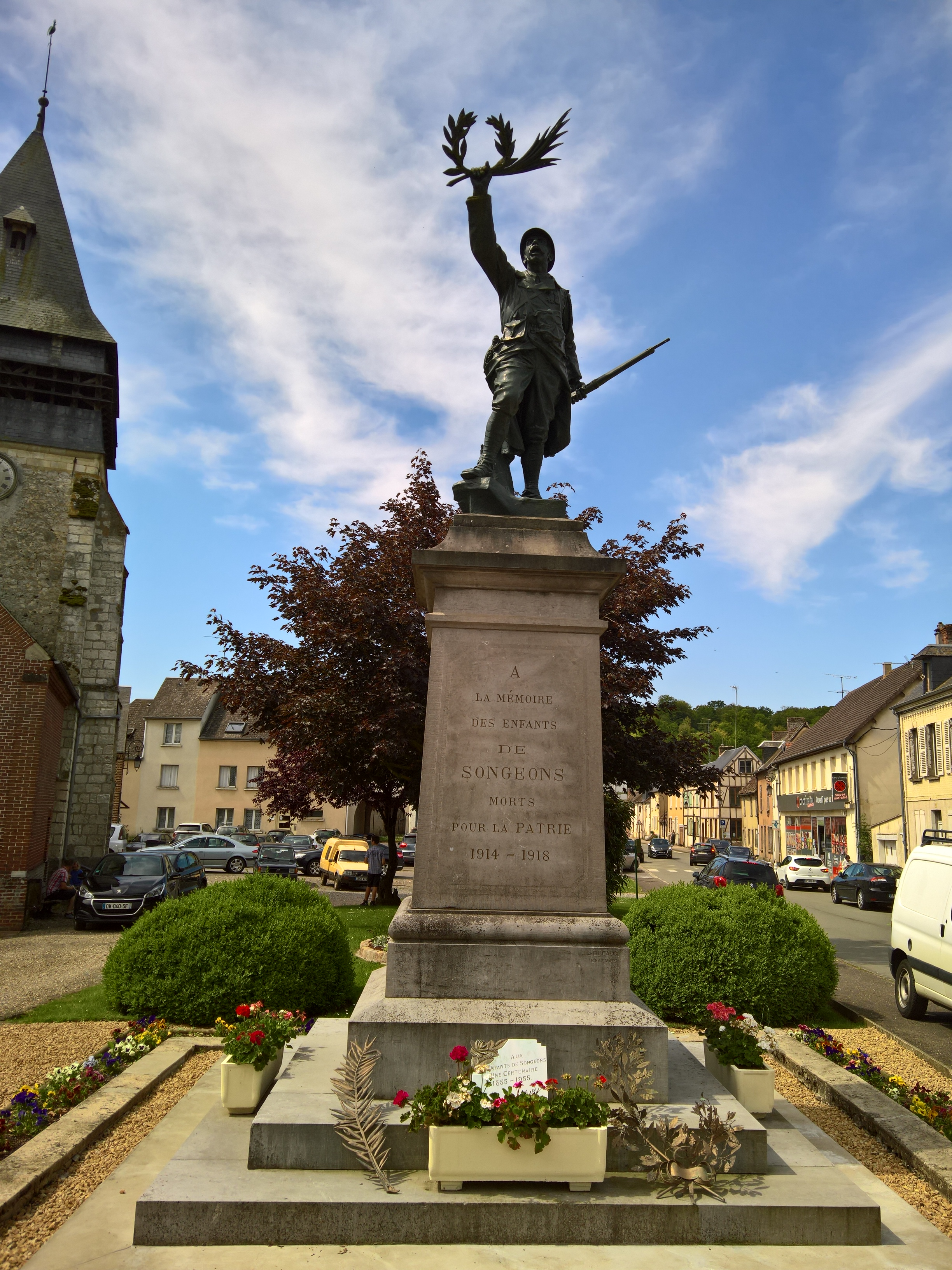
Le monument aux morts
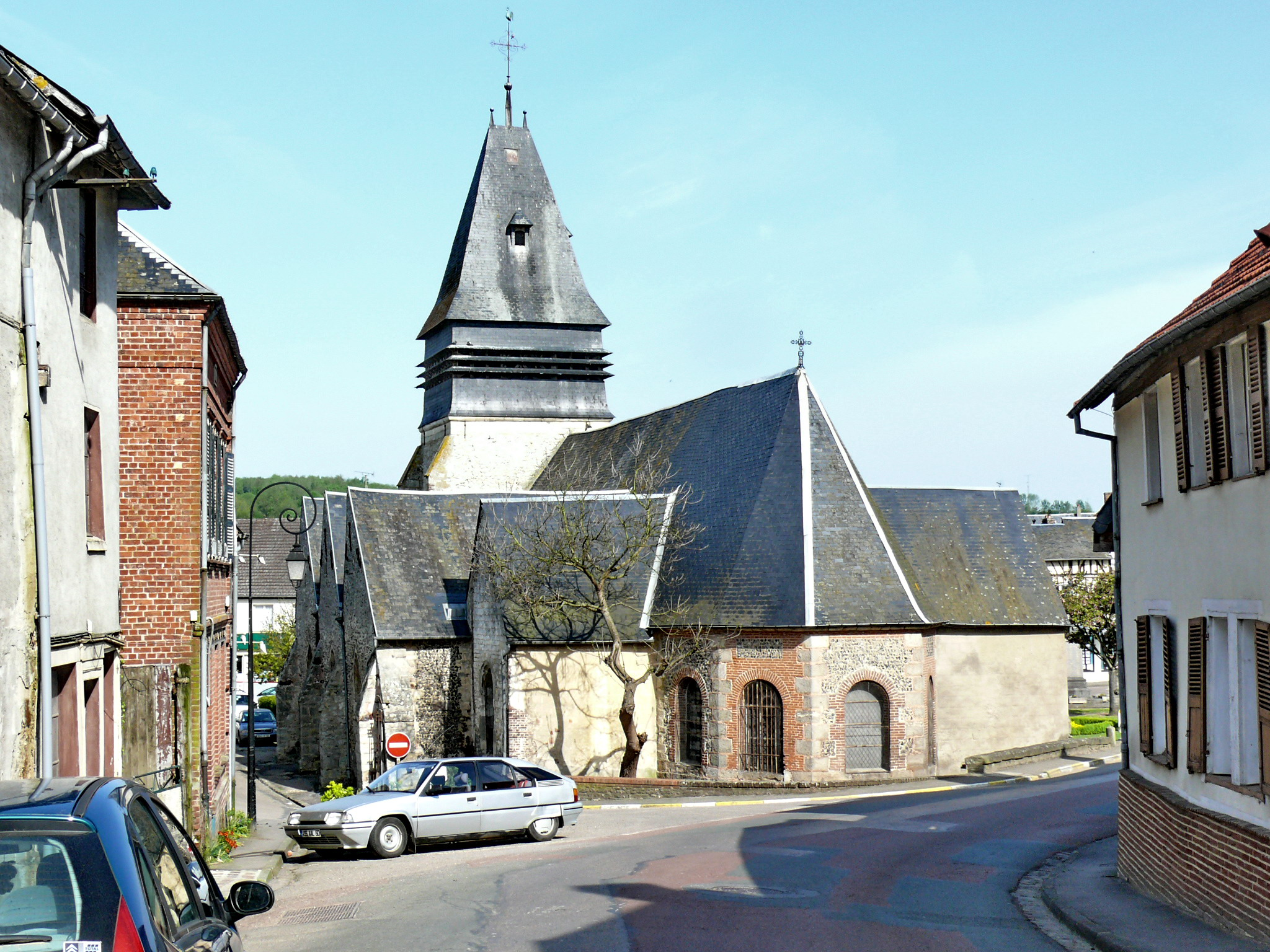
Le chevet de l'église.
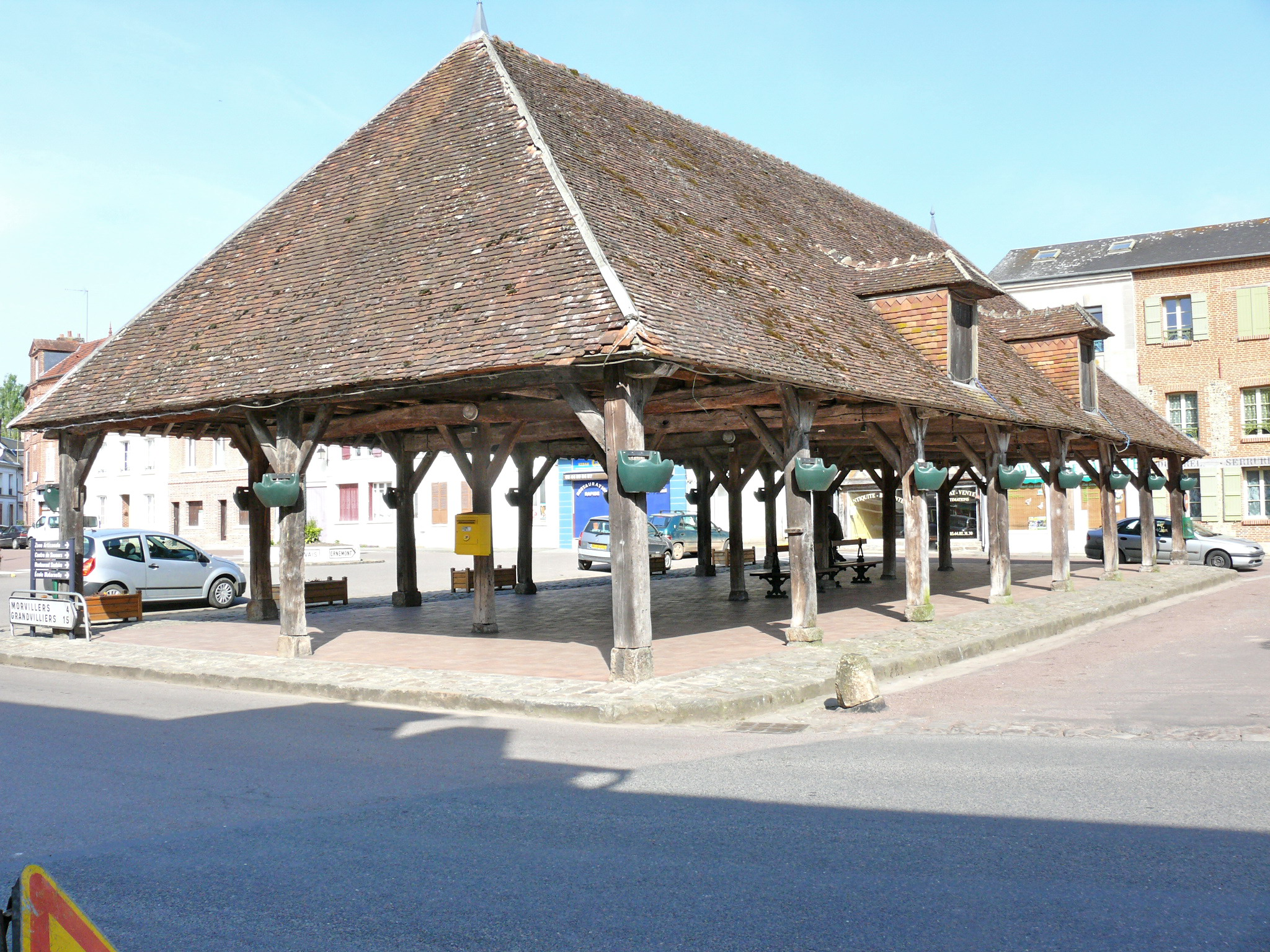
Halle en bois, des xviie et xviiie siècles.
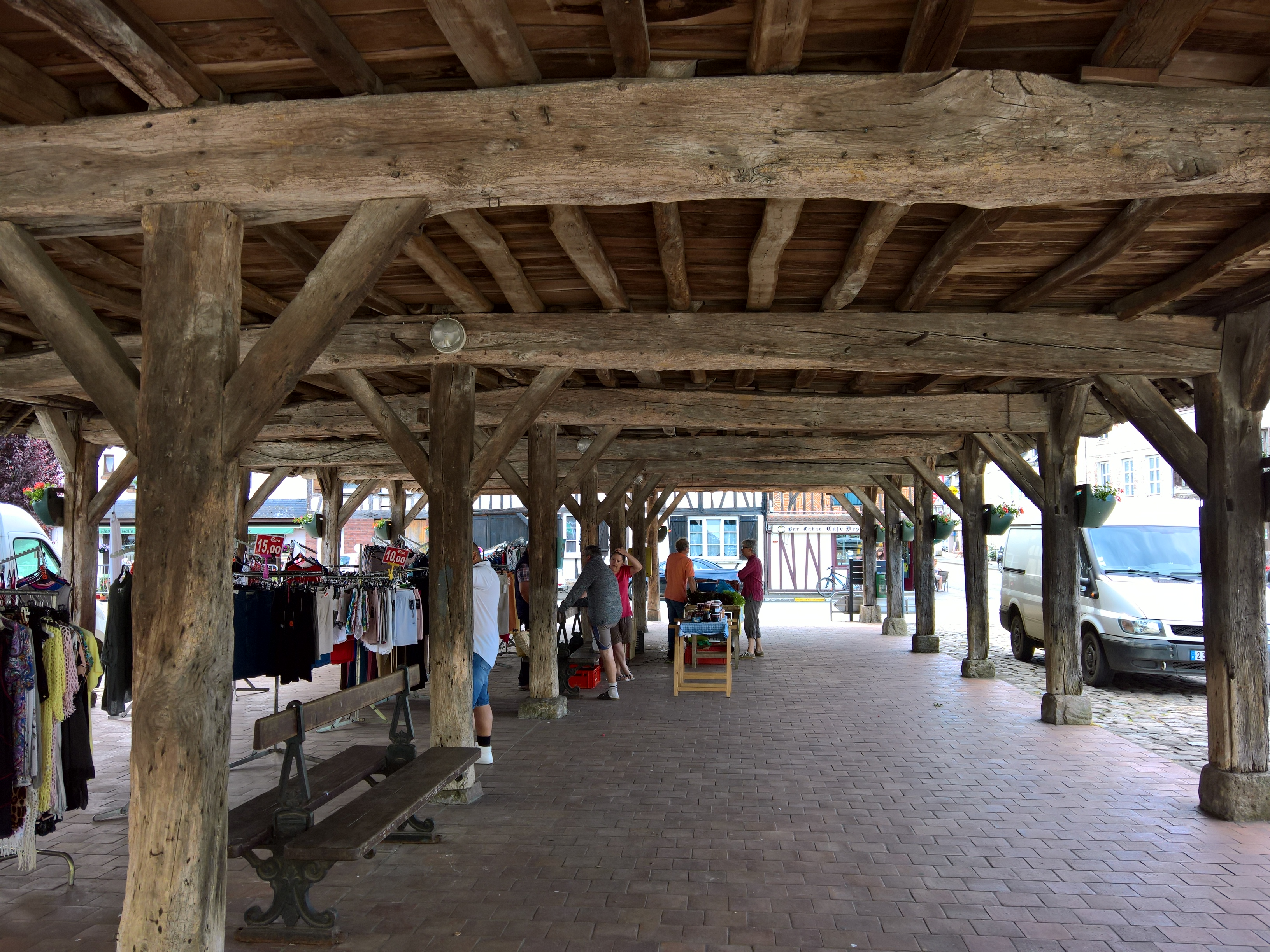
Intérieur de la halle
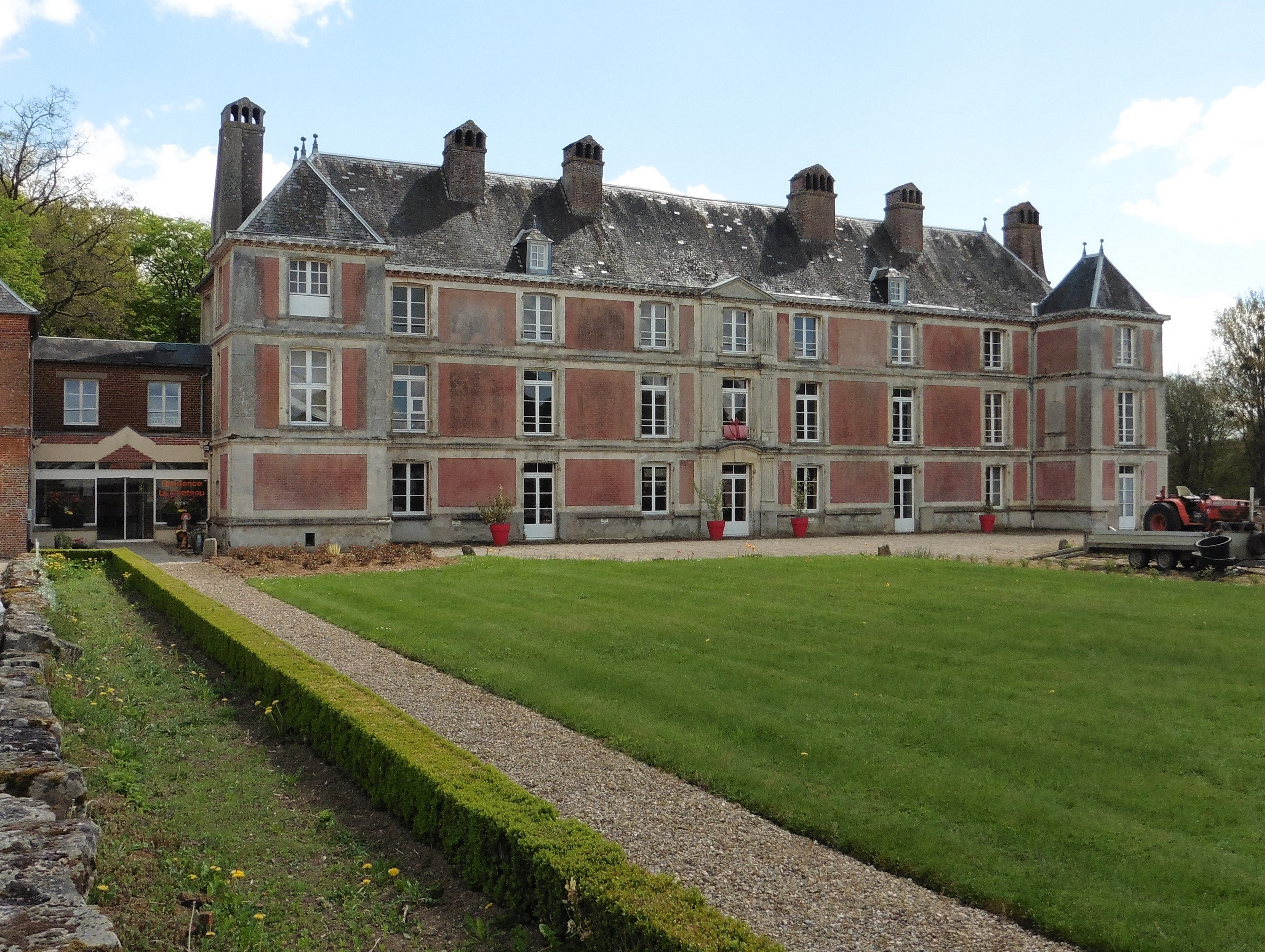
Le château de la marquise Conflans d'Armentières.

### Personnalités liées à la commune
René Pinon (1870-1958), historien, journaliste politique et conseiller diplomatique sous la Troisième République, résida une grande partie de son temps à Songeons où il fut inhumé.

### Héraldique
| Blason de Songeons | Blason  | D'azur à trois fleurs de pensées, tigées et feuillées, au naturel, accompagnées de la lettre capitale S d'or au point d'honneur. |
| Blason de Songeons | Détails | Le statut officiel du blason reste à déterminer.                                                                                 |